# Tulio Quirós
Constantino Quirós Chaves (San Juan de Tibás; 7 de agosto de 1930-San José; 27 de marzo de 2019), mejor conocido Tulio Quirós, fue un futbolista costarricense que jugaba como centrocampista.

## Trayectoria
Debutó con el Saprissa de su ciudad, donde estuvo la mayor parte de su carrera y ganó varios títulos. También jugó en el Águila de la Primera División de El Salvador y el Orión.

## Clubes
| Club               | País        | Año       |
| ------------------ | ----------- | --------- |
| Deportivo Saprissa | Costa Rica  | 1947-1960 |
| Orión F. C.        | Costa Rica  | 1960-1961 |
| C. D. Águila       | El Salvador | 1961-1962 |
| Orión F. C.        | Costa Rica  | 1962-1963 |

## Palmarés

### Títulos nacionales
| Título           | Equipo   | País       | Año  |
| ---------------- | -------- | ---------- | ---- |
| Tercera División | Saprissa | Costa Rica | 1947 |
| Segunda División | Saprissa | Costa Rica | 1948 |
| Torneo de Copa   | Saprissa | Costa Rica | 1950 |
| Primera División | Saprissa | Costa Rica | 1952 |
| Primera División | Saprissa | Costa Rica | 1953 |
| Torneo de Copa   | Saprissa | Costa Rica | 1956 |
| Primera División | Saprissa | Costa Rica | 1957 |
| Torneo de Copa   | Saprissa | Costa Rica | 1960 |

### Títulos internacionales
| Título                                  | Equipo     | Sede     | Año  |
| --------------------------------------- | ---------- | -------- | ---- |
| Campeonato Centroamericano y del Caribe | Costa Rica | Honduras | 1955 |
| Campeonato Centroamericano y del Caribe | Costa Rica | Cuba     | 1960 |